# Haidmühl
Haidmühl ist ein Gemeindeteil der Kreisstadt Miesbach auf der Gemarkung Hausham im oberbayerischen Landkreis Miesbach.

## Ortsbeschreibung
Das Dorf Haidmühl liegt südlich von Miesbach. Es wurde bei der Gebietsreform vom 1. Mai 1978 ebenso wie Parsberg, Wies und Straß, Parsberger Höhe und Unterwartbichl nach Miesbach eingemeindet. Miesbach wuchs durch die Eingemeindungen von 5.200 auf 9.100 Einwohner sowie von 2 km² auf 32 km².

## Name
Der Ortsname Haidmühl bezieht sich wohl auf Haid (Heide) für ‚flache, trockene, landwirtschaftlich ungenutzte Gegend‘ oder ‚mit Sträuchern und Dornenbüschen bewachsenes Feld‘.

## Denkmalschutz
Der zweigeschossige Einfirsthof Haidmühl 66 wurde in Holzbauweise mit Ziegeldach errichtet. Er ist mit der Hausbeschreibung „Wohnteil mit Flachsatteldach, Blockbau-Obergeschoss und dreiseitig umlaufender Laube, Blockbau-Obergeschoss bezeichnet 1688, Wirtschaftsteil erneuert“ in die Liste der Baudenkmäler in Miesbach eingetragen.

## Bevölkerungsentwicklung

Haidmühl 2

Um 1871 lebten in Haidmühl sieben Einwohner. Seit den 1950er Jahren vervierfachte sich die Bevölkerungszahl von 102 auf mehr als 400 Einwohner. Im Mai 1987 gab es 458 Einwohner in 100 Wohngebäuden, die in 184 Wohnungen aufgeteilt waren.
| Jahr      | 1871 | 1925 | 1950 | 1970 | 1987 |
| Einwohner | 7    | 77   | 102  | 316  | 458  |